# Monte Focalone
Il monte Focalone (2676 m s.l.m.) è una cima montuosa dell'Appennino abruzzese, appartenente al massiccio della Maiella, posta sul versante orientale, all'interno del territorio del comune di Pennapiedimonte.

## Descrizione
Il suo nome, traslato geomorfico e accrescitivo del lemma latino "focalis", a sua volta derivante da "foca" e quindi da "faux", avrebbe il significato di "grande gola", con riferimento alla grande forra rocciosa che degrada lungo i suoi pendii a partire dalla sommità del monte.